# Hinds County
Hinds County är ett administrativt område i delstsen Mississippi, USA. År 2010 hade countyt 245 285 invånare. De administrativa huvudorterma (county seat) är Jackson och  Raymond. 

## Geografi
Enligt United States Census Bureau har countyt en total area på 2 272 km². 22 51 km² av den arean är land och 21 km² är vatten. 

### Angränsande countyn
- Madison County - nordost
- Rankin County - öst
- Copiah County - syd
- Claiborne County - sydväst
- Warren County - väst
- Yazoo County - nordväst